# 1462
1462 (MCDLXII) a fost un an comun al calendarului iulian, care a început într-o zi de vineri.

## Evenimente
- 27 martie: Vasili al II-lea al Moscovei moare și este succedat de fiul său, Ivan al III-lea al Rusiei.
- 17 iunie: Atacul de noapte (Târgoviște). Bătălie în care domnitorul Vlad Țepeș al Țării Românești atacă prin surprindere tabăra sultanului Mahomed al II-lea, având ca rezultat victoria decisivă a lui Vlad.

- 22 iunie: Asediul Chiliei (Ucraina). Ștefan cel Mare asediază fără izbândă cetatea Chiliei, apărată de o garnizoană maghiară.

## Nașteri
- 27 iunie: Regele Ludovic al XII-lea al Franței (d. 1515)

## Decese
- 27 martie: Vasili al II-lea al Moscovei, 47 ani (n. 1415)